# Valerică Găman
Marius Valeriu Găman (Băilești, 1989. február 25. –) román válogatott labdarúgó, a Hermannstadt játékosa.

## A válogatottban
A román válogatott tagjaként részt vett a 2016-os Európa-bajnokságon.

### Góljai a román válogatottban
| #  | Dátum                | Ellenfél | Eredmény | Kiírás       | Esemény |
| -- | -------------------- | -------- | -------- | ------------ | ------- |
| 1. | 2012. szeptember 11. | Andorra  | 4 – 0    | VB-selejtező | 90+1'   |

## Magánélete
Két testvére van, az egyik Robert Irinel, aki szintén focista volt az Universitatea Craiovában, a másik pedig George, aki labdarúgó játékvezető.

## Sikerei, díjai
Astra Giurgiu
- Román bajnok (1): 2015–16
- Román kupa (1): 2013–14
- Román szuperkupa (1): 2014

Universitatea Craiova
- Román szuperkupa (1): 2021